# Partikelfysik
Partikelfysik også kaldet højenergifysik, er en fysikgren som studerer stofs elementære bestanddele og deres interaktion (vekselvirkning).
Strengt taget er partikel en forkert benævnelse. Objekterne, som studeres i partikelfysik, opfylder de kvantemekaniske principper. Derfor opfylder de bølge-partikel dualiteten, dvs. objekterne udviser partikellignende egenskaber i visse eksperimenter og bølgelignende egenskaber i andre. Teoretisk kan objekterne hverken beskrives som bølger eller partikler, men de modelleres i dag som en tilstandsvektor i et abstrakt matematisk Hilbertrum.
I "gamle dage" før opdagelsen af kvarkerne, betegnede "elementarpartikler" bestanddelene af et atom. Ordet atom stammer fra det græske atomos som betyder "u-deleligt" og man mente ikke at atomer kunne deles i yderligere komponenter.

## Liste over objekter
- Proton
- Neutron
- Elektron
- Neutrino